# Resolutie 505 Veiligheidsraad Verenigde Naties
Resolutie 505 van de Veiligheidsraad van de Verenigde Naties werd unaniem aangenomen op 26 mei 1982.

## Achtergrond
In 1982 werden de door Argentinië opgeëiste maar door het Verenigd Koninkrijk bestuurde Falklandeilanden door Argentinië bezet. De Britten stuurden een krijgsmacht en konden de eilanden in juni van dat jaar heroveren.

## Inhoud
De Veiligheidsraad:
- Herbevestigt resolutie 502.
- Merkt met de grootste bezorgdheid dat de situatie in de regio rond de Falklandeilanden erg verslechterd is.
- Heeft de verklaring van de secretaris-generaal en de verklaringen tijdens het debat tussen Argentinië en het Verenigd Koninkrijk gehoord.
- Wil dringend de vijandelijkheden tussen Argentinië en het Verenigd Koninkrijk ten einde brengen.

1. Waardeert de inspanningen van de secretaris-generaal om een overeenkomst te bereiken, resolutie 502 uit te voeren en de vrede te herstellen.
2. Vraagt de secretaris-generaal een hernieuwde missie te ondernemen.
3. Dringt er bij de partijen op aan samen te werken met de secretaris-generaal om de vijandelijkheden rond de Falklandeilanden te beëindigen.
4. Vraagt de secretaris-generaal onmiddellijk de partijen te contacteren om over voor beide aanvaardbare voorwaarden voor een staakt-het-vuren te onderhandelen en indien nodig het zenden van VN-waarnemers te regelen.
5. Vraagt de secretaris-generaal binnen de zeven dagen te rapporteren.

## Verwante resoluties
- Resolutie 502 Veiligheidsraad Verenigde Naties

Lijst ·  500 ·  501 ·  502 ·  503 ·  504 ·  505 ·  506 ·  507 ·  508 ·  509 ·  510 ·  511 ·  512 ·  513 ·  514 ·  515 ·  516 ·  517 ·  518 ·  519 ·  520 ·  521 ·  522 ·  523 ·  524 ·  525 ·  526 ·  527 ·  528